# Могилёвский сельский совет
Могилёвский сельский совет (укр. Могилівська сільська рада) — входит в состав
Царичанского района
Днепропетровской области
Украины.
Административный центр сельского совета находится в 
с. Могилёв.

## Населённые пункты совета
- с. Могилёв[2]